# Bill Austin

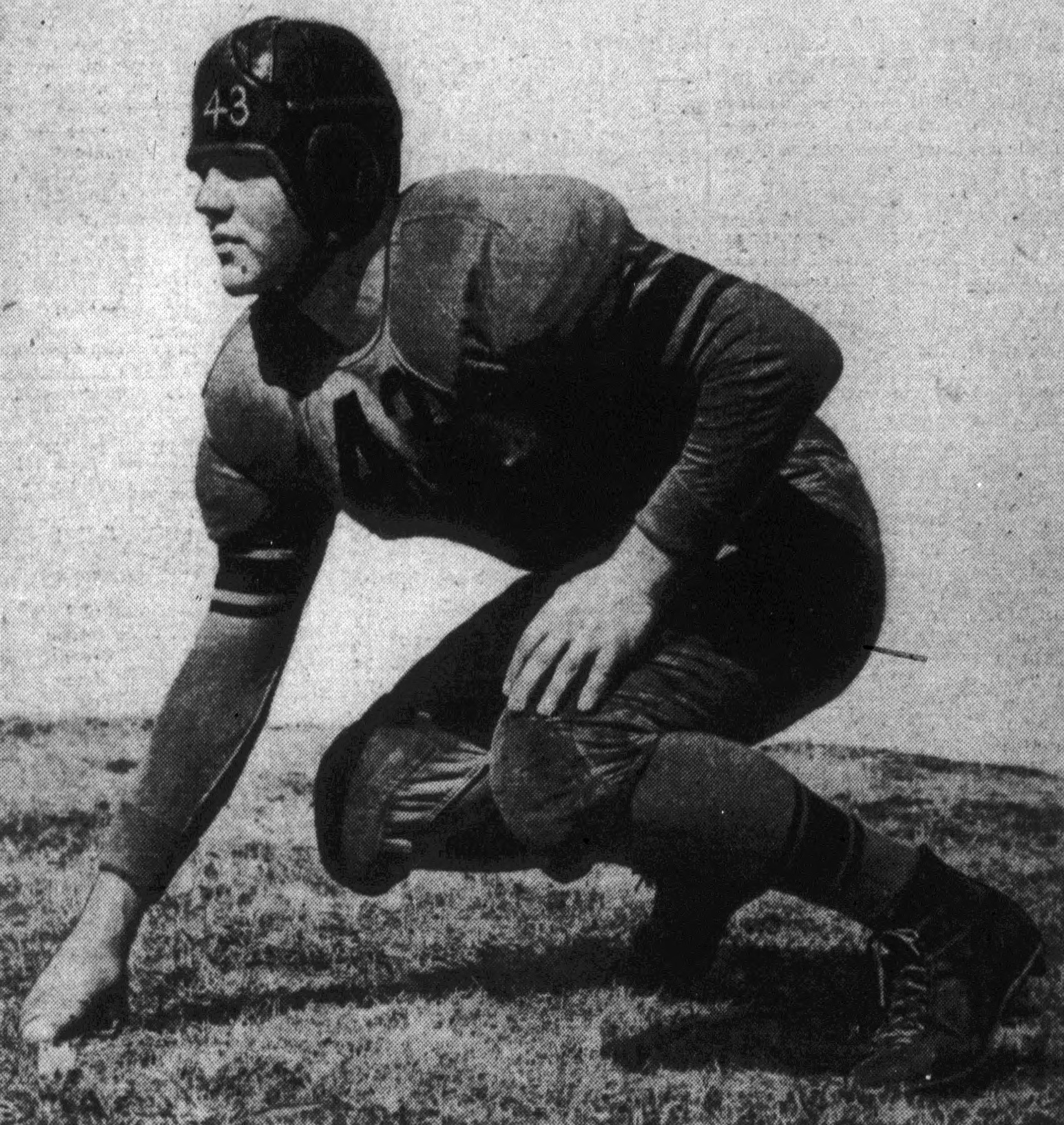
Bill Austin em 1946

Bill Austin foi um jogador de futebol americano estadunidense que foi campeão da Temporada de 1956 da National Football League jogando pelo New York Giants.